# Giulias Verschwinden
Giulias Verschwinden ist eine Schweizer Filmkomödie über das Älterwerden nach einem Drehbuch von Martin Suter und unter der Regie von Christoph Schaub. Der Film wurde am 8. August 2009 auf dem Filmfestival von Locarno welturaufgeführt.

## Inhalt
Eine Gruppe Mittfünfziger wartet auf Giulia, um zusammen ihren 50. Geburtstag zu feiern, und überbrückt das Warten mit Gesprächen über das Altern und die Altersleiden. Das Geburtstagskind (Corinna Harfouch) verspätet sich und erhält im Bus das Stichwort einer älteren Dame: «Wir sind unsichtbar. Wir Älteren». Auf ihrer spontanen Frustshoppingtour trifft Giulia auf einen Fremden (Bruno Ganz), der ihr den Hof macht.
Jessica (Elisa Schlott) und Fatima (Hannah Dietrich) shoppen auch, jedoch aus anderen Motiven. Die beiden Teenager klauen für ihren Schwarm Turnschuhe und werden dabei erwischt. Der Diebstahl führt schliesslich dazu, dass Jessicas geschiedene Eltern bei der Polizei vorsprechen, um ihre Tochter abzuholen. Die getrennt lebenden Eltern Cornelia (Susanne-Marie Wrage) und Max (Samuel Weiss) führen dabei das typische Verhalten streitender Eltern vor.
Derweil sabotiert Leonie (Christine Schorn) die Feier zu ihrem achtzigsten Geburtstag in einer Altersresidenz. Genussvoll lehnt sie sich gegen das Altsein auf und stellt die Regeln der Residenz und auch jene ihrer Tochter Helen (Babett Arens) auf den Kopf.

## Auszeichnungen
- Beim 26. Festival International du Film d'Amour de Mons, Belgien – Auszeichnung für das beste Drehbuch (Februar 2010).
- Publikumspreis des Internationalen Film Festivals Locarno 2009
- Zürcher Filmpreis 2009

## Kritiken
«Ein wunderbares Märchen, das das Altern zugleich ernst wie heiter nimmt. In der Schauspielführung inszeniert mit einer Leichtigkeit, die an die grossen Komödien eines Frank Capra erinnert, wie sie sonst nur Claude Lelouche und Robert Altmann beherrschen. (…) Das alles dargeboten von einem präzis abgestimmten Ensemble, in dem keiner den Star heraushängen lässt. (…) Es ist einfach ein Vergnügen zuzusehen – und am liebsten würde man beim nächsten Geburtstag Giulias wieder auf sie warten.»

«Gescheite und unterhaltsame Romantic Comedy für Erwachsene.»

«Selten entpuppten sich Vergänglichkeiten erfrischender als in diesem filmischen Jungbrunnen. (…) Leicht und luftig – dank stimmigen Charakteren, traumwandlerisch beiläufigem Spiel und Suters Dialogen.»

«Das ist das Faszinierende am Kino – dass es die Welt um einen herum in einem Augenblick einfach vergessen macht. So wie am Samstagabend auf der Piazza Grande, als Christoph Schaubs Film Giulias Verschwinden jenen Zauber über das Festival legte. (…)»

«Und nicht oft hat man das im Kino derart elegant, nämlich so locker und zärtlich brutal in Dialogen verstreut, erzählt und anschaulich gemacht bekommen wie in Giulias Verschwinden. (…) Die konkrete, realistische Originalität von Schaubs Film war ganz gut imstande, die Piazza für sich einzunehmen.»

«Als vertraue Suter nicht darauf, dass der Film visuell klare Aussagen treffen könne. Bild und Dialog spannen sich auf zu einer Art Echoraum, in der eine Seite die andere mal verstärkt, mal wiederholt. Das gibt Giulias Verschwinden in manchen Momenten, gerade in den komödiantisch gelungenen, eine extrem dichte Atmosphäre. In anderen jedoch wirkt der Film in seiner absoluten Festschreibung auf ein Leitthema quasi autistisch.»